# Francesco Mancini
Francesco Mancini (ur. 16 stycznia 1672 w Neapolu, zm. 22 września 1737 tamże) – włoski kompozytor i organista, przedstawiciel szkoły neapolitańskiej w muzyce.

## Życiorys
W roku 1688 rozpoczął naukę gry na organach w Conservatorio Santa Maria della Pietà dei Turchini. Po ukończeniu studiów pełnił tam funkcję organisty do ok. 1702 roku. W tym właśnie roku dał się poznać jako kompozytor, pisząc swoją pierwszą operę Ariovisto. Po wyjeździe Alessandra Scarlattiego w 1703 roku starał się bezskutecznie o posadę nadwornego kompozytora i dyrygenta na dworze neapolitańskim, ostatecznie w 1704 roku został zatrudniony jako pierwszy organista. Po zwycięstwie Austrii w 1707 roku w wojnie hiszpańsko-austriackiej o sukcesję w Neapolu, skomponował Te Deum. W nagrodę 5 grudnia 1707 został mianowany nadwornym kompozytorem, zastępując G. Veneziano. Jednak już listopadzie 1708 nowy austriacki wicekról, kardynał Grimani wezwał na dwór Neapolu z Rzymu A. Scarlattiego. Mancini został jego asystentem, otrzymując pełne wynagrodzenie oraz przywilej objęcia stanowiska po śmierci A. Scarlattiego. Oprócz obowiązków na dworze Mancini pełnił w latach 1720–1735 funkcję dyrektora muzycznego Conservatorio di Santa Maria di Loreto. Po śmierci A. Scarlattiego został ponownie dyrektorem w kaplicy królewskiej. W roku 1734 francuskie wojska Karola III Hiszpańskiego zajęły Neapol. Mancini udał się do Aversy, by złożyć hołd nowemu władcy. Karol pozwolił Manciniemu dalej pełnić swoje obowiązki na dworze. W 1735 roku Mancini dostał udaru, który go częściowo sparaliżował. Wkrótce po tym wydarzeniu władze konserwatorium zwolniły go z obowiązków i zatrudniły na jego stanowisko Giovanniego Fischiettiego. Mancini piastował swoje stanowisko na dworze do końca życia, jednak większość jego obowiązków przejął jego asystent Domenico Sarro.

## Opery
- Ariovisto (Neapol, 1702)
- Lucio Silla (Neapol, 1703)
- La costanza nell’honore (Neapol, 1704)
- Gli amanti generosi (Neapol, 1705)
- La serva favorita (Neapol, 1705)
- Alessandro il Grande in Sidone (Neapol, 1706)
- Turno Aricino (Neapol, 1708)
- Engelberta o sia La forza dell’innocenza (Neapol, 1709; wspólnie z Antonio Orefice)
- Hydaspe [Idaspe] fedele (Londyn, 1710)
- Mario fuggitivo (Neapol, 1710)
- Selim re d’Ormuz (Neapol, 1712)
- Artaserse re di Persia (Neapol, 1713)
- Il Gran Mogol (Neapol, 1713)
- Il Vincislao (Neapol, 1714)
- Alessandro Severo (Rzym, 1718)
- La fortezza al cimento (Neapol, 1721)
- Il Trajano (Neapol, 1723)
- Orontea (Neapol, 1729)
- Alessandro nelle Indie (Neapol, 1732)
- Don Aspremo (Neapol, 1733)
- Demofoonte (Neapol, 1735; Akt I D. Sarro, Akt II F. Mancini, Akt III L. Leo)

## Oratoria
- Dolorose canzioni (Neapol, 1698)
- La notte glorioso (Neapol, 1701)
- L’Arco del Testamento in Gerico (Neapol, 1702)
- Il genere umano in catene (Siena, 1708)
- Santa Elia profeta (Neapol, ok. 1733)